# فرانتس شیور
فرانتس شیور (انگلیسی: Franz Schiewer؛ زادهٔ ۱۵ نوامبر ۱۹۹۰) دوچرخه‌سوار اهل آلمان است.